# Gudrun Granåsen
Gudrun Kristina Granåsen, född Hellström 27 mars 1935 i Västerås,  är en svensk radiojournalist.
Granåsen är uppvuxen i Enköping. Efter att ha tagit en fil. kand.-examen anställdes Granåsen 1970 vid Riksradions regionalkontor för Västerbotten i Umeå, som en av de första kvinnliga medarbetarna vid en redaktion som i övrigt bestod av bland andra Per Runesson, Isa Edholm och Kerstin Berggren. 
Från tidigt  1970-tal var hon tillsammans med Fredrik Burgman redaktör för Förmiddag i P3. År 1981 var hon förste programledaren för TV-magasinet Café Umeå, och var även redaktör för program som Om ni behagar, Morgon i Västerbotten, Damernas, Nattogram och Senioren (1993–1995).
Gudrun Granåsen var värd för Sommar i P1 den 3 augusti 1973.
Efter karriären som programledare erbjöds Granåsen i slutet av 1990-talet att bli partiledare för Pensionärspartiet (SPI). 
Gudrun Granåsen var först gift med universitetsläraren Jan Granåsen (1934–2011), med vilken hon fick fyra barn, och från 1975 med Åke Söderlind (född 1925), mångårig distriktschef för Radio Västerbotten.

## Publikationer (i urval)
- Granåsen, Gudrun (1987). ”Barnen säljs till turistbordellerna”. Hertha 74(1987):2,:  sid. 36-39. 0018-0912. ISSN 0018-0912. Libris 9249219
- Murvelminnen: 46 journalister berättar. Stockholm: Hjalmarson & Högberg. 2012. Libris 12767190. ISBN 9789172241589